# Пол Флорі
Пол Джон Флорі (англ. Paul John Flory) (19 червня 1910, Стерлінг, Іллінойс, США — 9 вересня 1985, Біг-Сюр, Каліфорнія, США) — американський фізико-хімік.

## Біографія
1927 року закінчив середню школу міста Елгін, Іллінойс. 1931 року — Манчестерський коледж в Індіані.
Професор університету Корнелла (1948-56), науковий керівник університету Карнегі-Меллон (1956-61), професор Стенфордського університету з 1962 року.

## Наукова робота
Один з основоположників теорії поліконденсації. Вніс значний внесок в теорію розчинів полімерів і статистичну механіку макромолекул. На основі робіт Флорі створено методи визначення будови і властивостей макромолекул з вимірів в'язкості, седиментації і дифузії.
У 1974 році отримав Нобелівську премію з хімії «за фундаментальні досягнення в області теорії і практики фізичної хімії макромолекул».